# جورج ويد
جورج ويد (بالإنجليزية: George Wade)‏ هو عسكري وسياسي أيرلندي، ولد في 1673 في جمهورية أيرلندا، وتوفي في 14 مارس 1748 بلندن في الإمبراطورية الرومانية. انتخب عضو مجلس الشعب في برلمان بريطانيا العظمى.